# Kalmar Rimmer
Kalmar Rimmer er et fredet naturområde lige syd for Jerup i Frederikshavn Kommune i Vendsyssel. Et areal på  10 hektar blev fredet i 1951. Området ligger op til et  EU-habitatområde der indgår i Natura 2000-område nr. 3: Jerup Hede, Råbjerg og Tolshave Mose. Mod syd grænser området til Kragskov Å, og mod nord  til Jerup.
Området er  præget af rimmer og dobber med  højdeforskelle på 3-6 m; afstanden mellem rimmerne  varierer fra 10 og 20 m. Rimmerne er til forskel fra de fleste, der er præget af hede, dækket af en frodig urskovsbevoksning af krogede og lavbevoksede ege, bævreasp og røn samt engelsød, blåbær og tyttebær i bunden. Dopperne adskiller sig også fra den normale flora, idet de er relativt tørre, og bunden dækkes af bevoksninger af især  liljekonval, majblomst, hedelyng, blåbær og alm. kohvede.

## Eksterne kilder og henvisninger
- Kalmar Rimmer på Fredninger.dk fra Danmarks Naturfredningsforening
- Fredningskendelsen

57°31′37.53″N 10°25′1.09″Ø / 57.5270917°N 10.4169694°Ø